# Buluc Chabtan
Dans la religion maya, Buluc Chabtan, parfois appelé "dieu F", était le dieu de la mort soudaine et du sacrifice. Dans les codex mayas on peut le reconnaître à l'arc noir qu'il a autour de l'œil et qui descend sur la joue.
Buluc Chabtan incarnait la guerre, la mort violente et le sacrifice humain. On le montre souvent en compagnie d'Ah Puch, le dieu de la mort, en train d'incendier les maisons avec une torche et de transpercer les hommes de sa lance. L'idée du dieu de la guerre avec celle du dieu de la mort violente et des sacrifices humains semble se combiner  dans la tradition du sacrifice des prisonniers de guerre nobles. 
Parmi les compagnons de Buluc Chabtan, on trouvait aussi Ka Ku Pakat, dont la fonction était de reconnaître les positions occupées par l'ennemi avant le combat et Pakok Exchun Kak, qui était associé aux points cardinaux, répandait la fureur avant la bataille et décidait de l'issue des combats.
Buluc Chabtan était associé au nombre onze, qui figure parfois dans le glyphe au-dessus de sa tête. 
Le jour qui lui était consacré était manik.